# Hybridní pohon

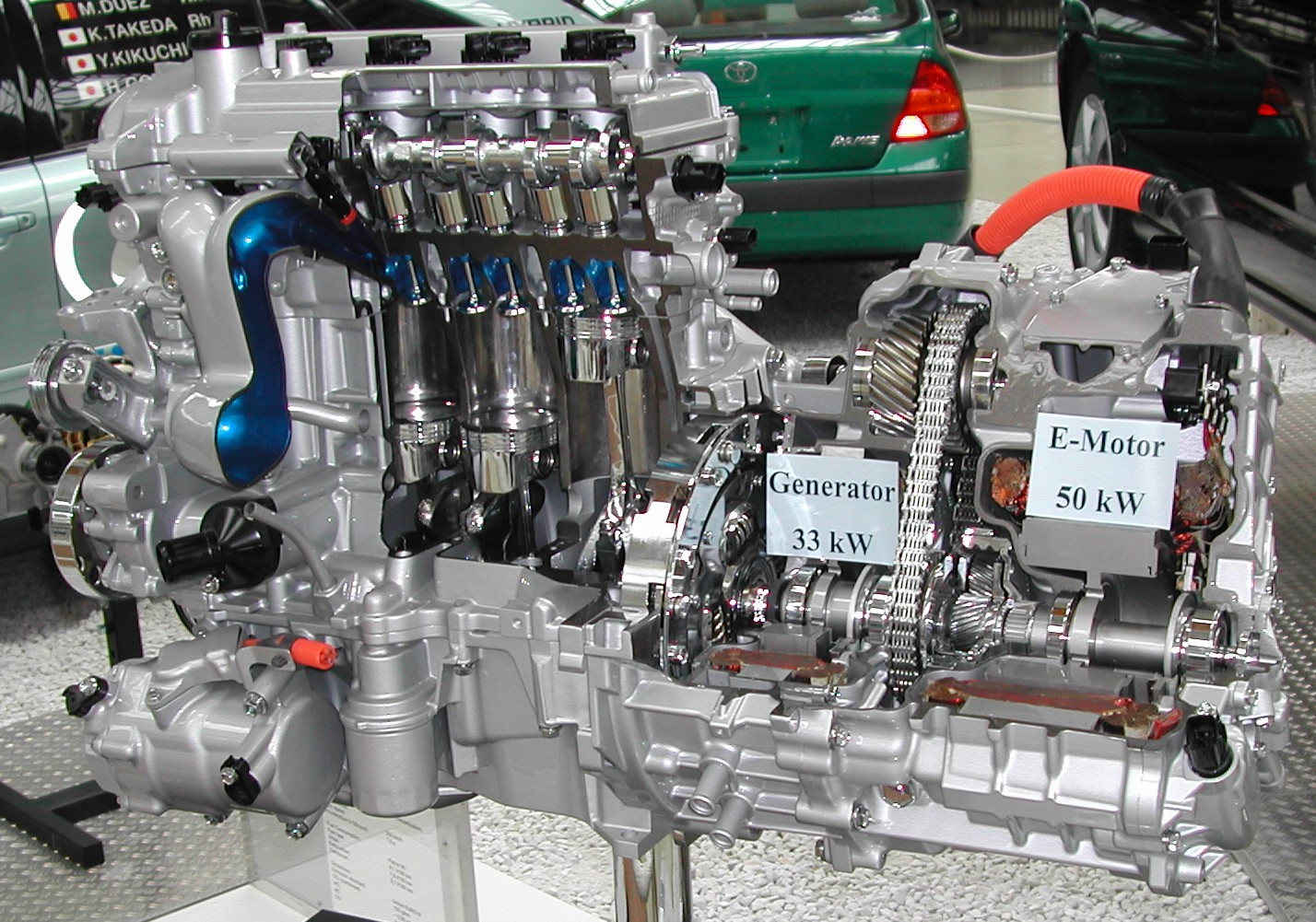
Hybridní pohon (spalovací motor s elektromotorem) vyvinutý firmou Toyota

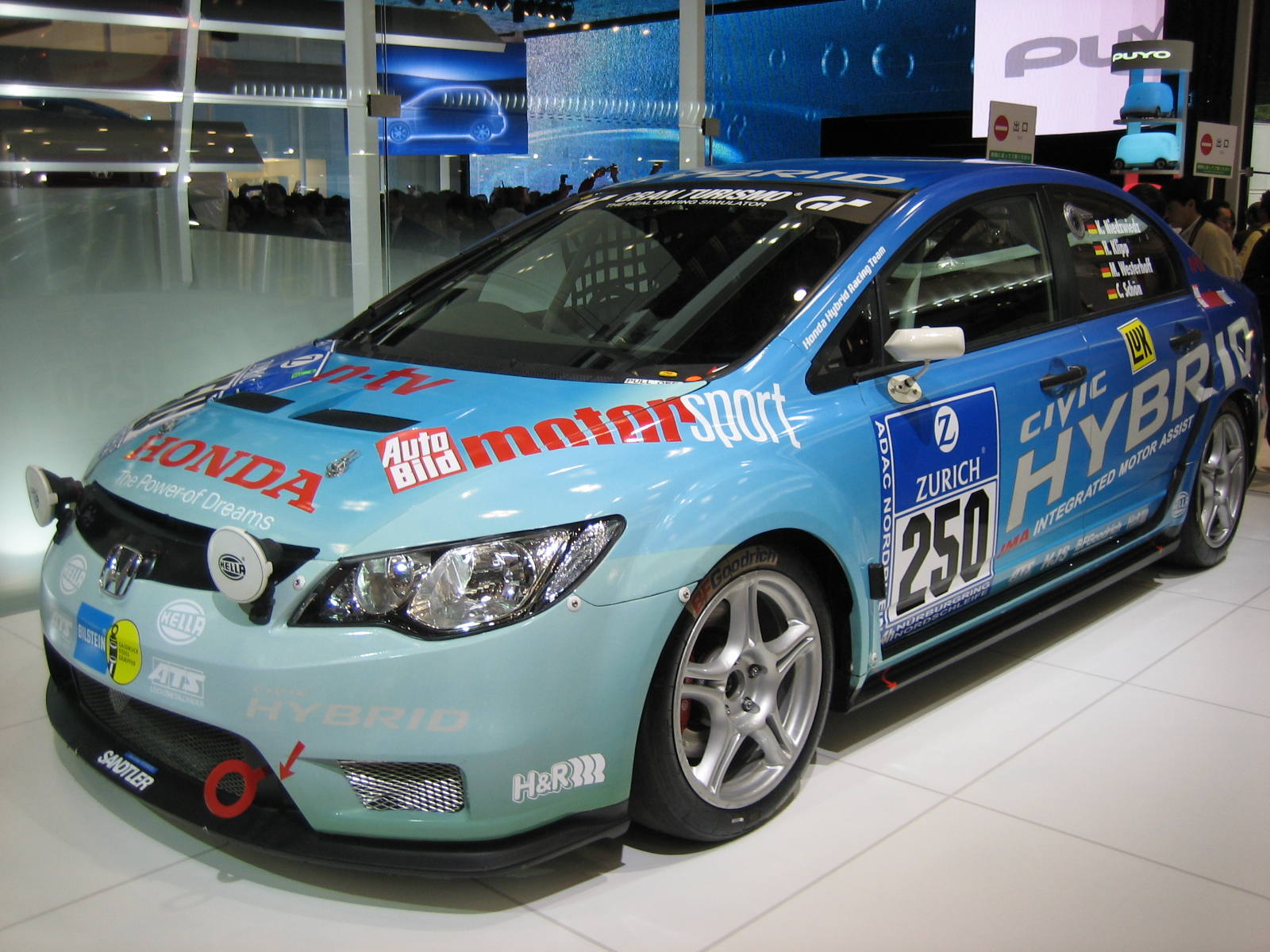
Hybridní závodní vůz Honda Civic Hybrid

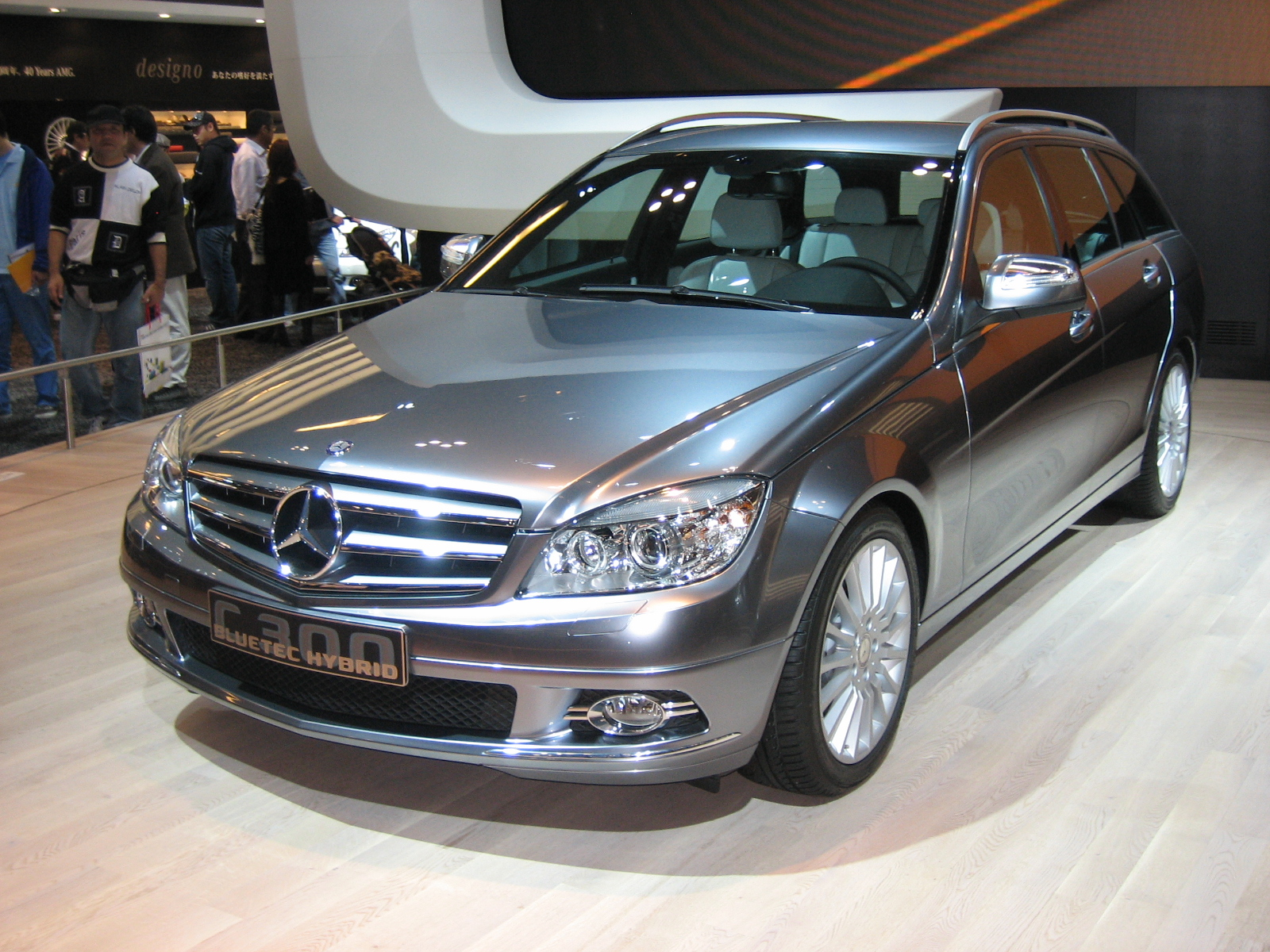
Vozidlo Mercedes-Benz C300 Bluetec Hybrid

Hybridní pohon je označení pro kombinaci několika zdrojů energie pro pohon jednoho dopravního prostředku. Nejčastěji se tím myslí kombinace elektrické a jiné trakce, jako je tomu u hybridního automobilu, kde se jedná o kombinaci elektromotoru a spalovacího motoru. Hybridní pohony jsou využívány především v silniční a železniční dopravě.

## Druhy hybridních pohonů
Hybridní pohony využívají především výhod jednotlivých pohonů při různých pracovních stavech vozidla.
Dnes se testují a vyvíjejí tyto druhy hybridních pohonů:
- spalovací motor + elektromotor + akumulátor
- spalovací motor + elektromotor + externí přívod elektrické energie (trolej)
- spalovací motor + setrvačník
- plynová turbína + generátor + akumulátor + elektromotor
- lidská síla + elektromotor (například Twike nebo elektrokola)

## Typická hybridní vozidla
- hybridní automobil – pohon obstarává spalovací motor a elektromotor
- hybridní vlak
  - kombinace: naftový motor – baterie[1]
  - kombinace: trolejové vedení na elektrifikovaných tratích – baterie na neelektrifikovaných tratích[1][2]
  - elektrická posunovací lokomotiva s bateriovým vozem – Několik v ČR běžných elektrických posunovacích lokomotiv řady 210 bylo v depu České Budějovice přestavěno pro možnost posunu mimo trolejové vedení. Lokomotivy tak mohou posunovat i na některých kolejích, které nejsou trolejí vybaveny, nebo mohou zajíždět na různé vlečky. Přitom, pokud do blízkosti oněch vleček trolej vede, je naopak zbytečné, posílat tam motorovou lokomotivu. Upravená posunovací lokomotiva tedy buďto jede v režimu „trolej“ a odebírá proud sběračem, nebo v režimu „akumulátory“ a odebírá proud z akumulátorů v připojeném vagóně.[3]
- hybridní trolejbus (duobus) – s dieselelektrickým agregátem, s akumulátorem nebo s nezávislým dieselovým motorem
- vodíkový hybridní autobus – s palivovým článkem, bateriemi a případně ultrakapacitory pro pokrývání proudových špiček

## Hybridní automobil
Automobil s hybridním pohonem představuje vozidlo, které při svém pohonu využívá více než jeden zdroj energie.

### Uspořádání pohonu hybridních elektromobilů
Jsou možné různé stupně využívání elektromotoru a různé možnosti dobíjení příslušných baterií.
- Paralelní hybridní pohon, též plný hybrid - vůz může být poháněn elektromotorem nebo spalovacím motorem, oběma zároveň i samostatně. Oba motory jsou připojeny k převodovému ústrojí, ale v některých provedeních je mohou odpojovat elektronické spojky, případně může být elektromotor využit jako generátor při brzdění (rekuperace).
- Sériový hybrid označuje vozidlo poháněné elektromotorem, kdy hlavní úlohou spalovacího motoru je generování elektrické energie, podobně jako například u dieselelektrických lokomotiv. Spalovací motor nebývá mechanicky spojený s poháněcím ústrojím. Rozsah využití spalovacího motoru závisí na kapacitě akumulátorů a výhodou je, že může pracovat stabilně v optimálním režimu.
- Sériově-paralelní hybrid má podobně jako paralelní hybrid elektromotor i spalovací motor připojený k převodovému ústrojí, ale kombinuje vlastnosti paralelního a sériového hybridního pohonu podle jízdního režimu a stavu akumulátoru. Pomocná planetová převodovka odděluje výkon spalovacího motoru pro zvláštní generátor.
- Tzv. mild hybrid (MHEV) využívá převážně spalovacího motoru a jeho elektrický pohon má menší výkon (jednotky kW až do 20 kW) a funguje spíš jako doplněk při akceleraci, popojíždění a také při brzdění díky rekuperaci. Obvykle není možnost dobíjet akumulátor z externího zdroje. Provedení elektrického pohonu je kompaktní, často v kombinaci elektromotoru se startérem. Nízké pracovní napětí (například 48 V) zjednodušuje elektrickou instalaci.
- Plug-in hybrid (PHEV) označuje možnost dobíjení z elektrické zásuvky, což je nutné u akumulátorů s větší kapacitou a vhodné ke snížení emisí (spalovací motor se nemusí využívat ke generování dobíjecího proudu).

### Funkce sériového hybridního pohonu
Mezi již ověřené hybridní pohony patří kombinace spalovacího motoru s elektromotorem a akumulátorem, tzv. sériový hybridní pohon. Tento sériový pohon je při jízdě na krátké vzdálenosti, jako je jízda ve městě, nebo při rovnoměrné jízdě poháněn stejnosměrným točivým strojem. Stroj se napájí jako elektromotor elektrickou energií z akumulátoru. Ve vozidle jsou dvě spojky, jedna (dále jen S1) spojuje spalovací motor s elektromotorem a druhá (dále jen S2) elektromotor s převodovkou. Spojka S1, která připojuje spalovací motor, je při jízdě na elektrickou energii rozpojená. Při jízdě na delší vzdálenost např. mimo město, při potřebě větší akcelerace nebo při plném zatížení zajišťuje pohon spalovací motor. Pokud se vozidlo pohybuje silou spalovacího motoru, výkon se přenáší prostřednictvím spojky S1 a S2 na převodovku. Stejnosměrný elektrický točivý stroj v této chvíli mění svoji funkci a pracuje jako generátor stejnosměrného proudu. Takto získaná elektrická energie je přivedena do akumulátoru. V okamžiku brzdění se rozpojí spojka S1, tím je odpojen spalovací motor a generátor vytváří elektrickou energii pro dobíjení akumulátoru ze setrvačné energie vozidla.
U hybridního pohonu lze využívat výhody jednotlivých pohonů. U elektropohonu nízkou hlučnost, žádné výfukové zplodiny a vysokou účinnost elektromotoru (asi 90 %). U pohonu spalovacím motorem velký dojezd vozidla, v střední a vyšší oblasti otáček vysoký točivý moment a možnost jízdy vysokou rychlostí. Mezi největší výhodu tohoto kombinovaného pohonu patří možnost využití jednotlivých pohonů v oblasti nejvyšší účinnosti, čímž se zajišťuje snížení spotřeby energie. Nevýhodou pohonu jsou vysoké pořizovací náklady, zvýšení hmotnosti vozidla o hmotnost akumulátoru a zmenšení úložných prostor v vozidle.
Do vývoje hybridního pohonu investuje například japonská Toyota, která má za cíl prodávat hybridní vozy ve velkém. Na začátku roku 2009 představila tato automobilka na autosalonu v Detroitu již třetí generaci hybridního vozu Toyota Prius. Ten je výkonnější, úspornější a tišší než jeho předchůdci. Kombinovaná spotřeba tohoto vozu je 3,9 l na 100 km. Elektromotor má výkon 60 kW, spalovací motor pak 73 kW. Celkový výkon hybridního systému je 136 koní (100 kW). Z nuly na sto se dostane za 10,4 sekund.